# Jovana Damnjanović
Jovana Damnjanović (in serbo Јована Дамњановић?; Belgrado, 24 novembre 1994) è una calciatrice serba, attaccante del Bayern Monaco e della nazionale serba.

## Carriera

### Club
Jovana Damnjanović, nata a Belgrado nel 1994, a quel tempo Capitale della Serbia e Montenegro, si appassiona fin da giovanissima al calcio, iniziando a giocare nelle squadre della città natale. Dopo aver militato nella Perspektiva si trasferisce alla Stella Rossa con la quale debutta in Prva Ženska Liga, l'allora primo livello del campionato serbo femminile di calcio, e dove rimane fino al termine del campionato 2012-2013.

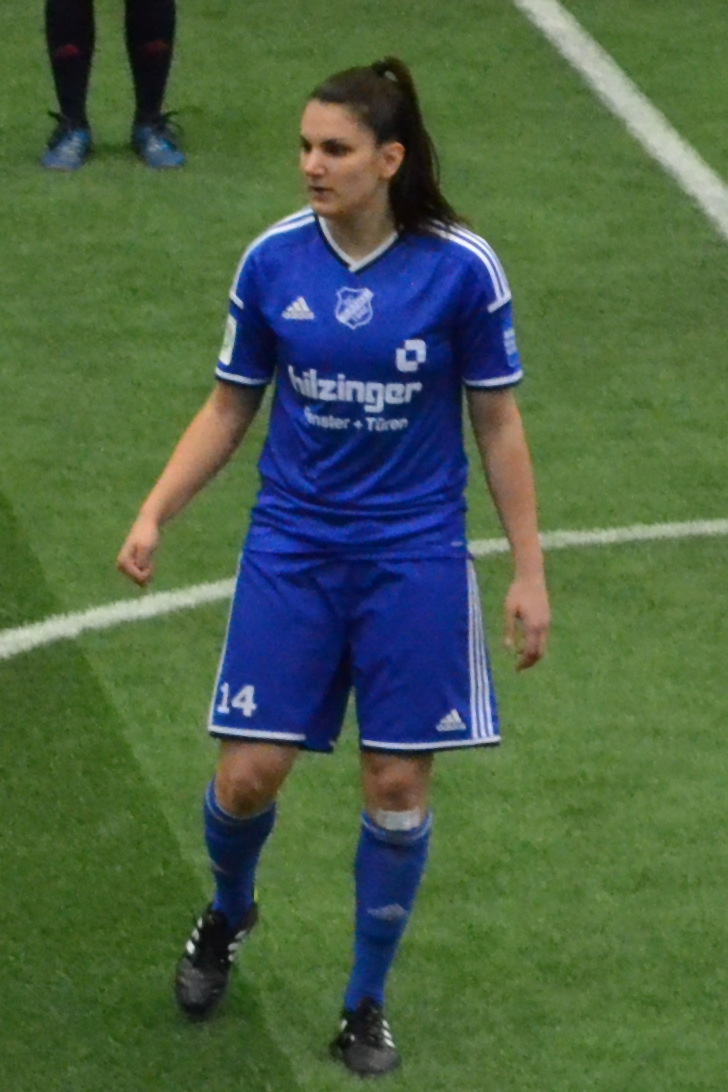
Damnjanović con la maglia del nel 2016.

Durante il calciomercato estivo 2013 coglie l'opportunità di giocare in un campionato estero sottoscrivendo un contratto biennale con il Wolfsburg, squadra che arriva dal suo primo treble misto laureandosi campione di Germania e d'Europa e detentrice della Coppa nazionale (DFB-Pokal der Frauen), per giocare in Frauen-Bundesliga, livello di vertice del tedesco. Alla sua prima stagione in biancoverde viene inserita in rosa anche con la formazione riserve (Wolfsburg II) iscritta alla 2. Frauen-Bundesliga, avendo occasione di fare il suo debutto internazionale per squadre di club il 9 ottobre 2013, nella partita di andata valida per i sedicesimi di finale della UEFA Women's Champions League 2013-2014 dove la sua squadra sovrasta le estoni del Pärnu con il risultato di 14-0, siglando anche la prima rete, poi doppietta, nella partita casalinga di ritorno. La stagione si rivela molto positiva e Damnjanović condivide con le compagne la prima posizione in Frauen-Bundesliga 2013-2014, festeggiando il secondo titolo nazionale per la società, e la Women's Champions League, anche in questo caso al suo secondo titolo. La stagione successiva la squadra deve cedere il titolo al Bayern Monaco, vince la DFB-Pokal der Frauen (2º titolo) e vede interrotta la corsa alla Women's Champions League alle semifinali, eliminate dalle francesi del Paris Saint-Germain. Al termine della stagione 2014-2015 lascia la società con un tabellino personale di 3 reti su 13 presenze con la squadra titolare alle quali si aggiungono le 4 reti su 9 incontri con il Wolfsburg II.
Nell'estate 2015 sottoscrive un contratto biennale con il Sand alla sua seconda stagione in Frauen-Bundesliga. Nelle due stagioni con la società di Willstätt contribuisce alla salvezza in Frauen-Bundesliga e al raggiungimento della finale di Coppa di Germania, in entrambi i casi affrontando la sua precedente squadra del Wolfsburg e perdendola con il medesimo risultato di 2-1 e dove sigla in entrambe la sola rete per il Sand. A fine stagione lascia la società con un tabellino personale di 8 reti su 32 incontri di Bundesliga, ai quali si aggiungono le 7 reti su 8 incontri di DFB-Pokal der Frauen. Con il contratto oramai scaduto, prima del termine del campionato, il Bayern Monaco annuncia di aver stipulato con la calciatrice serba un contratto triennale.

### Nazionale
Nevena Damjanović viene convocata dalla Federazione calcistica della Serbia per rappresentare la propria nazione vestendo la maglia della nazionale Under-17 fin dal 2008, facendo il suo debutto in un torneo UEFA il 24 ottobre 2009, in occasione delle qualificazioni all'edizione 2010 del campionato europeo di categoria, nella partita pareggiata 2-2 con le avversarie della Spagna.
Dal 2010, raggiunti i limiti d'età, viene inserita in rosa con la formazione Under-19. Con la squadra ottiene l'accesso alla fase finale dell'Europeo di Turchia 2012 venendo eliminata alla fase a gironi. Nelle successive qualificazioni a Galles 2013, pur venendo la sua squadra eliminata, Damnjanović segna 14 reti risultando la miglior realizzatrice, non sufficienti però a garantire il passaggio della sua nazionale eliminata al secondo turno nel combattuto gruppo 4.
Grazie alle sue prestazioni nelle giovanili, dallo stesso anno è inserita in rosa nella nazionale maggiore, selezionata per vestire la maglia della Serbia impegnata nelle qualificazioni al mondiale di Germania 2011; fa il suo debutto nell'amichevole di preparazione del 23 febbraio 2010 contro l'Ungheria. Da allora presenza costante non è ancora riuscita a condividere con la sua nazionale l'accesso ad una fase finale né a un campionato europeo né ad un mondiale.

## Statistiche

### Presenze e reti nei club
Statistiche aggiornate al 16 dicembre 2020.
| Stagione             | Squadra              | Campionato           | Campionato | Campionato | Coppe nazionali | Coppe nazionali | Coppe nazionali | Coppe continentali | Coppe continentali | Coppe continentali | Altre coppe | Altre coppe | Altre coppe | Totale | Totale |
| Stagione             | Squadra              | Comp                 | Pres       | Reti       | Comp            | Pres            | Reti            | Comp               | Pres               | Reti               | Comp        | Pres        | Reti        | Pres   | Reti   |
| -------------------- | -------------------- | -------------------- | ---------- | ---------- | --------------- | --------------- | --------------- | ------------------ | ------------------ | ------------------ | ----------- | ----------- | ----------- | ------ | ------ |
| 2013-2014            | Wolfsburg            | BL                   | 10         | 3          | CG              | 1               | 1               | UWCL               | 3                  | 2                  | -           | -           | -           | 14     | 6      |
| 2014-2015            | Wolfsburg            | BL                   | 3          | 0          | CG              | 2               | 4               | UWCL               | 1                  | 0                  | -           | -           | -           | 6      | 4      |
| Totale Wolfsburg     | Totale Wolfsburg     | Totale Wolfsburg     | 13         | 3          |                 | 3               | 5               |                    | 4                  | 2                  |             | -           | -           | 20     | 10     |
| 2015-2016            | Sand                 | BL                   | 19         | 6          | CG              | 4               | 5               | -                  | -                  | -                  | -           | -           | -           | -      | -      |
| 2016-2017            | Sand                 | BL                   | 13         | 2          | CG              | 4               | 2               | -                  | -                  | -                  | -           | -           | -           | 4      | 0      |
| Totale Sand          | Totale Sand          | Totale Sand          | 32         | 8          |                 | 8               | 7               |                    | -                  | -                  |             | -           | -           | 40     | 15     |
| 2017-2018            | Bayern Monaco        | BL                   | 3          | 2          | CG              | 1               | 0               | UWCL               | -                  | -                  | -           | -           | -           | 1      | 1      |
| 2018-2019            | Bayern Monaco        | BL                   | 14         | 5          | CG              | 3               | 2               | UWCL               | 6                  | 2                  | -           | -           | -           | 28     | 4      |
| 2019-2020            | Bayern Monaco        | BL                   | 21         | 11         | CG              | 2               | 1               | UWCL               | 4                  | 1                  | -           | -           | -           | 17     | 0      |
| 2020-2021            | Bayern Monaco        | BL                   | -          | -          | CG              | -               | -               | UWCL               | -                  | -                  | -           | -           | -           | -      | -      |
| Totale Bayern Monaco | Totale Bayern Monaco | Totale Bayern Monaco | 38         | 18         |                 | 6               | 3               |                    | 10                 | 3                  |             | -           | -           | 54     | 24     |
| Totale carriera      | Totale carriera      | Totale carriera      | 83         | 29         |                 | 17              | 15              |                    | 14                 | 5                  |             | -           | -           | 114    | 49     |

## Palmarès

### Club

#### Competizioni nazionali
- Campionato tedesco: 4

Wolfsburg: 2013-2014
Bayern Monaco: 2020-2021, 2022-2023, 2023-2024
- Coppa di Germania: 1

Wolfsburg: 2014-2015
- Supercoppa di Germania: 1

Bayern Monaco: 2024

#### Competizioni internazionali
- UEFA Women's Champions League: 1

Wolfsburg: 2013-2014